# Juan Vargas (politico)
Juan Carlos Vargas (National City, 7 marzo 1961) è un politico statunitense, membro della Camera dei Rappresentanti per lo stato della California dal 2013.

## Biografia
Nato in una famiglia di immigrati messicani, Vargas si laureò in legge e divenne avvocato.
Membro del Partito Democratico, nel 1992 si candidò alla Camera dei Rappresentanti ma venne sconfitto nelle primarie da Bob Filner. L'anno successivo venne eletto nel consiglio comunale di San Diego.
Nel 1996 Vargas si candidò nuovamente per il seggio di Filner, ma anche questa volta venne sconfitto nelle primarie. Nel 2000 venne eletto nella camera bassa della legislatura statale della California, venendo poi riconfermato per altri due mandati.
Nel 2006 si candidò per la terza volta alla Camera dei Rappresentanti, ma anche stavolta Filner lo sconfisse nelle primarie. Dopo quattro anni di assenza dalla scena politica, nel 2010 venne eletto nella camera alta della legislatura statale.
Nel 2012, quando Filner annunciò le sue intenzioni di abbandonare il Congresso per candidarsi a sindaco di San Diego, Vargas si candidò nuovamente per il seggio e questa volta riuscì ad essere eletto, venendo poi riconfermato anche nelle successive elezioni.